# Kang In-hyok
Kang In-hyok (* 25. Juni 1992) ist ein nordkoreanischer Eishockeyspieler.

## Karriere
Kang In-hyok vertrat Nordkorea im Juniorenbereich bei den U20-Weltmeisterschaften 2010 und 2011 jeweils in der Division III.
Er debütierte als 22-Jähriger bei der Weltmeisterschaft 2015 in der Division III für die nordkoreanische Nationalmannschaft und stieg durch einen 4:3-Erfolg gegen Gastgeber Türkei mit dem Team prompt in die Division II auf. Dort spielte er dann bei den Weltmeisterschaften 2016, 2017, 2018 und 2019.
Auf Vereinsebene spielt Kang für Pyongchol in der nordkoreanischen Eishockeyliga und wurde mit dem Klub 2010, 2011 und 2014 nordkoreanischer Meister.

## Erfolge und Auszeichnungen
- 2010 Nordkoreanischer Meister mit Pyongchol
- 2011 Nordkoreanischer Meister mit Pyongchol
- 2014 Nordkoreanischer Meister mit Pyongchol
- 2015 Aufstieg in die Division II, Gruppe B, bei der Weltmeisterschaft der Division III